# Sandvikens saluhall

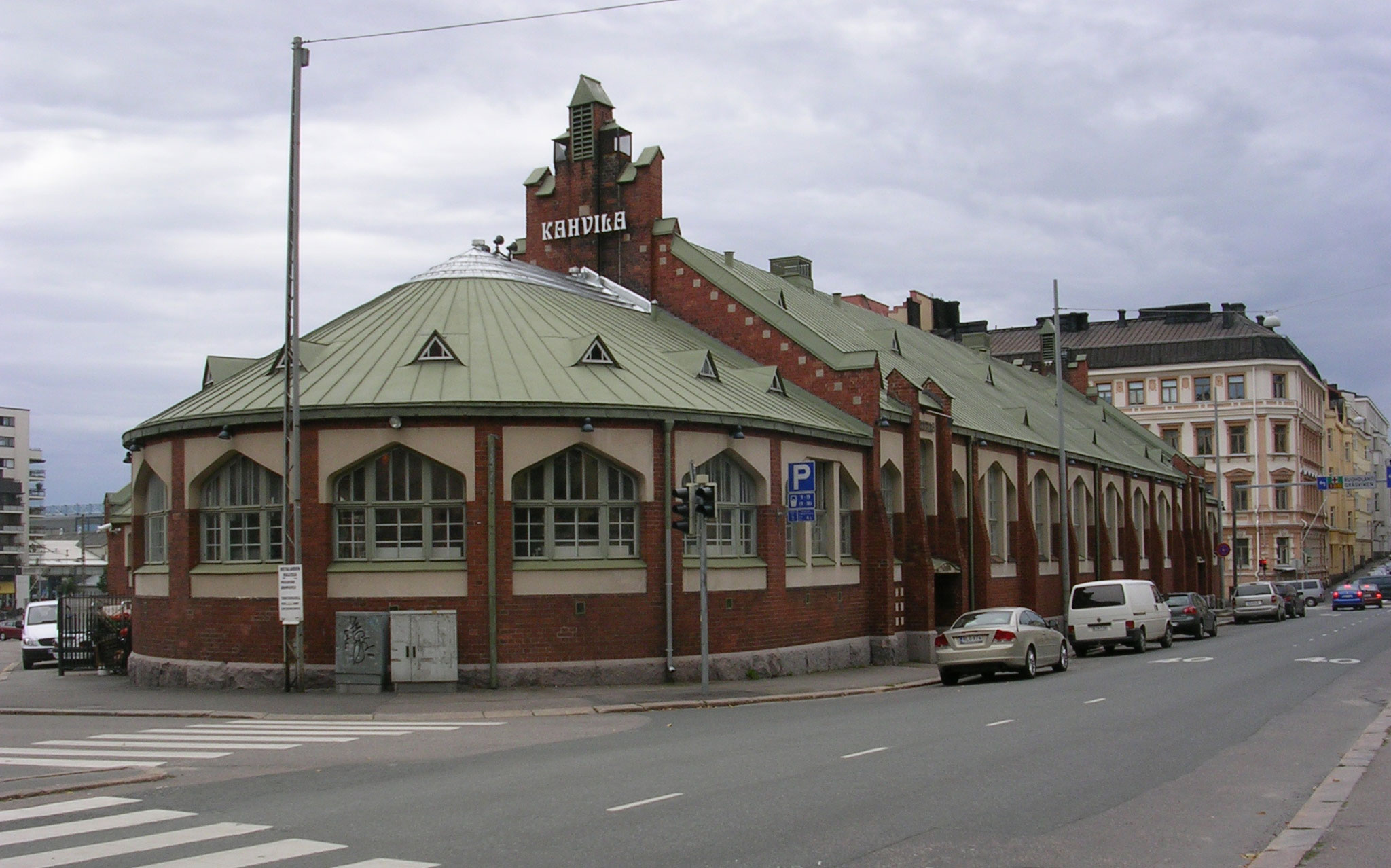
Saluhallen, ritad av arkitekt Selim A. Lindqvist 1903.

Sandvikens saluhall är en före detta saluhall vid Sandvikstorget i Sandviken i Helsingfors. Saluhallens byggnad är ritad av arkitekt Selim A. Lindqvist år 1903 och byggnaden har ursprungligen fungerat som rysk kasern. Saluhallens verksamhet började 1906. För en tid fungerade Sandvikens saluhall som antik- och konsthall och nuförtida är den en hem till en mängd trendiga restauranger.